# Kirby Company
Kirby è un'azienda con sede a Cleveland, nello Stato federato dell'Ohio.

## Storia
Azienda fondata nel 1914 con il ruolo di rispondere e risolvere al problema riguardante l'inquinamento domestico. James B. Kirby (1884-1971) fondatore dell'azienda, aveva brevettato oltre sessanta apparecchiature per uso domestico tra cui l'aspirapolvere e le lavatrici prive di strizzatore.
L'azienda, parte del gruppo Scott-Fetzer, produsse i prototipi Kirby fino ai primi anni '30 sotto la divisione Vacuette. Nel 1935, venne introdotto il brevetto esclusivo Kirby che diede origine all' omonima azienda.
Tutto il gruppo è oggi di proprietà della Berkshire Hathaway, holding finanziaria di proprietà di Warren Buffett.
La rete commerciale mondiale ha oltre ottantasei stabilimenti, ed è organizzata attraverso distributori indipendenti che costituiscono la rivendita autorizzata.
I prodotti originali della The Kirby Company vengono presentati e distribuiti solo ed esclusivamente attraverso i concessionari autorizzati che importano direttamente dagli Stati Uniti.

## Controversie
La Kirby viene a volte messa sotto accusa per le sue politiche di vendita. Alcuni dei suoi distributori e concessionari indipendenti a volte sono stati accusati per le aggressive metodiche di vendita.
Le strategie di marketing aggressivo e il racconto delle metodologie di lavoro di Kirby sono state descritte dalla scrittrice Michela Murgia nel suo libro Il mondo deve sapere, scaturito dalla sua esperienza lavorativa nel call center dell'azienda. Da questo libro, Paolo Virzì ha tratto un film, Tutta la vita davanti.
Le strategie di vendita ed il prodotto sono state anche oggetto di una puntata della trasmissione televisiva Mi manda Raitre.
In Italia, per i metodi impiegati dal call center che ne rivende i prodotti, dietro segnalazione di Federconsumatori e alcuni ex-dipendenti che lamentavano turni massacranti al call center, oltre a maltrattamenti fisici e psicologici, l'azienda rimane coinvolta nell'operazione della Guardia di Finanza di Pontassieve del maggio 2010 attraverso la Italcarone srl - Kirby di Incisa, che porta a 5 arresti e 11 indagati a piede libero per associazione a delinquere.